# 5736 (année hébraïque)
5736 (hébreu : ה'תשל"ו , abbr. : תשל"ו) est une année hébraïque qui a commencé à la veille au soir du 6 septembre 1975 et s'est finie le 24 septembre 1976. Cette année a compté 385 jours. Ce fut une année embolismique dans le cycle métonique, avec deux mois de Adar - Adar I et Adar II. Ce fut la troisième année depuis la dernière année de chemitta.
En l'an 5736, l'État d'Israël a fêté ses 28 ans d'indépendance.

## Calendrier
Ce calendrier hébraïque de l'année 5736 donne les correspondances avec les dates du calendrier grégorien.
Le premier nombre dans chaque case correspond au jour du mois hébraïque. Les jours en couleurs sont des jours remarquables juifs ou israéliens.
| ◄◄ | 5736 | ►► |

## Événements
- Résolution 3379 de l'Assemblée générale des Nations unies assimilant le sionisme à une forme de racisme et de discrimination raciale (abrogé en 1991).
- Signature à Bruxelles d’un traité commercial et de coopération entre la CEE et Israël.
- Raid d'Entebbe.
- Les forces palestino-progressistes dernières s’effondrent sous l’action commune des milices chrétiennes, de l’armée syrienne et du soutien israélien, entraînant de nouveaux massacres dans les camps. Le Mouvement national se reconstitue dans la Montagne. La LEA décide d’intervenir pour trouver une solution pacifique.

## Naissances
- Gal Fridman
- Abbas Suan
- Judit Polgár

## Décès
- Pinhas Lavon
- René Cassin
- Yonatan Netanyahou

5731 - 5732 - 5733 - 5734 - 5735 - 5736 - 5737 - 5738 - 5739 - 5740 - 5741